# Bogomir Jakša
Bogomir Jakša, slovenski slikar in pedagog, * 4. februar 1936, Gradac, † 9. september 2015, Gradac.
Bogomir Jakša je bil belokranjski slikar in pedagog. Izučil se je za mizarja, vendar je pozneje diplomiral na Pedagoški akademiji v Ljubljani ter se posvetil poučevanju likovne in tehnične vzgoje. 35 let je služboval v OŠ Loka Črnomelj, kjer je z vso predanostjo vzgajal generacije mladih v ljubezni do likovne umetnosti in likovnega izražanja ter do ohranjanja slovenske kulturne dediščine. Steno šole še zdaj krasi slika Hodil po zemlji sem naši (6m x 3,5 m) z belokranjskimi folklornimi motivi, ki je nastala kot projekt likovnega krožka pod njegovim mentorstvom.
Bogomir Jakša je začel kot likovni samouk, prepoznavnost pa je razvil z upodabljanjem motivov kulturne dediščine v realističnem slogu. Med deli prevladujejo tihožitja in krajine, s posebno skrbnostjo je upodabljal predmete in stavbe, ki počasi izginjajo iz vsakdana, kot so kozolci, zidanice, kmečko orodje in starinski predmeti. Pogoste in prepoznavne so njegove upodobitve gradaškega gradu in belokranjskega podeželja z značilnimi steljniki in brezami. Večkrat je upodobil tudi urbana okolja z izbranimi arhitekturnimi detajli, zlasti iz Metlike in Črnomlja. Posebno pozornost v grafični tehniki je namenil belokranjski folklori. Privlačile so ga realistične upodobitve – te odražajo premišljeno kompozicijo, poudarjeno barvitost in skrbno izbrano osvetlitev motivov ter prefinjen občutek za detajl. Njegova najbolj priljubljena tehnika je bila grafika, pogosto pa je slikal tudi olja na platnu in akvarele. Redkejša so njegova kiparska dela. Samostojno je prvič razstavljal leta 2004 v NLB v Črnomlju s tihožitji v oljni tehniki. Od takrat so se samostojne razstave kar vrstile, med odmevnejšimi pa je bila jubilejna deseta v Karlovcu leta 2013. Mnoge njegove umetnine krasijo domove in javne prostore po Beli krajini in Sloveniji pa tudi zunaj njenih meja.
Bogomir Jakša je bil član Likovnih samorastnikov v Ljubljani in odbora za slikarsko kolonijo akademskih slikarjev v Metliki, do upokojitve pa je 15 let delal v odboru Ex tempora mladih likovnikov Bele krajine. Bil je soustanovitelj in deset let tudi član odbora KUD Artoteka Bela krajina, Črnomelj. Od leta 1989 je sodeloval na belokranjskih bienalih in na drugih razstavah v okviru organizacije KUD Artoteka Bela krajina. Udeležil se je likovnih kolonij po Sloveniji in na Hrvaškem.  Štirikrat je bil povabljen na likovne kolonije v Ogulin. Kot član odborov in komisij je pomagal izvesti marsikateri projekt, natečaj in prireditev.
V času službovanja se je poleg poučevanju posvečal tudi raznim drugim kulturnim dejavnostim. V domačem kraju in v krajih po Beli krajini in Sloveniji je kot ustanovitelj in član KUD Oton Župančič Gradac nastopal v gledaliških predstavah, jih režiral in pripravljal scenografije. V karieri je odigral več kot 30 vlog. Vseskozi je bil pevsko aktiven, najdlje, več kot petindvajset let, je prepeval v metliškem oktetu Vitis. V lokalni skupnosti je bil dejaven tudi kot član gasilskega društva in pustnega društva Gradaški mački ter fotograf. Za številne prireditve in projekte lokalnih društev je bil nepogrešljiv za tehnično in likovno podporo: med drugim je izdelal osnutke za pustne parade gradaških mačkov.
Z likovnim ustvarjanjem in dosežki na pevskem, igralskem in organizacijskem področju je pustil pečat na širšem območju Bele krajine. Za svoje delo je prejel številna priznanja in nagrade, med katerimi velja omeniti Ganglovo plaketo občine Metlika, ki jo je leta 2010 kot prvi dobitnik metliške občine prejel za obogatitev kulturne zakladnice občine na glasbenem, likovnem in igralskem področju.